# Rimularia psephota
Rimularia psephota är en lavart som först beskrevs av Edward Tuckerman, och fick sitt nu gällande namn av Hertel & Rambold. Rimularia psephota ingår i släktet Rimularia och familjen Trapeliaceae.  Arten är reproducerande i Sverige. Inga underarter finns listade i Catalogue of Life.